# Pyrenaearia oberthueri
Pyrenaearia oberthueri е вид сухоземно коремоного от семейство Hygromiidae.

## Разпространение
Видът е ендемичен за Испания.